# Tietgen
 Denne artikel omhandler Uddannelsesinstitutionen Tietgen. For finansmanden, se C.F. Tietgen.
Tietgen er en merkantil uddannelsesinstitution beliggende i Odense, som udbyder handelsuddannelser.
Skolen er opkaldt efter bysbarnet, finansmanden C.F. Tietgen. Skolen er en selvejende institution, som blev etableret i sin nuværende form i 1954, da Odense Købmandsskole, Handelsskolen i Odense og Den fynske Handelsdagskole blev sammenlagt efter initiativ fra Odense Handelsstandsforening. 
TietgenSkolen hhx er med sine omkring 1.400 elever den tredjestørste handelsskole i Danmark, kun overgået af Niels Brock i København og Århus Købmandsskole. 
Tietgen består nu af tre hovedafdelinger.
- TietgenSkolen hhx på Elmelundsvej 10 - 5200 Odense V
- TietgenSkolen eud & eux (EUX og EUD) på Seebladsgade - 5000 Odense C
- TietgenSkolen Kurser Arkiveret 1. december 2017 hos  Wayback Machine (efteruddannelse) på Rugårdsvej 286 - 5210 Odense NV

Skolen har 327 ansatte og omsætter for 257 mio. kr. årligt (2016).

## Nyt domicil
I august 2024 kunne TietgenSkolen flytte ind i et nyopført domicil på Seebladsgade 12.

## Kendt ansat
- Annette Vilhelmsen, politiker